# David Lynch (Rechtsextremist)
David Lynch (* 26. September 1970; † 2. März 2011 in Citrus Heights, Kalifornien) war ein US-amerikanischer Rechtsextremist. Von 2002 bis zu seinem Tod 2011 führte er die American Front an.

## Biografie
David Lynch schloss sich Mitte der 1980er der rechtsextremen Skinhead-Bewegung in den Vereinigten Staaten an. Er organisierte Aufmärsche und Demonstrationen und gehörte zu den Gründungsmitgliedern der American Front 1987. Insbesondere in den Anfangsjahren der American Front gab er sich radikal und geriet einige Male mit dem Gesetz in Konflikt. Es handelte sich meist um Bagatelldelikte und illegalen Waffenbesitz. In den 1990ern spielte er zwar noch eine wichtige Rolle in der White-Power-Szene, verhielt sich aber ruhig. 2002 übernahm er die Führungsposition in der American Front und wandelte deren Ideologie einer Third-Position-Bewegung in eine Pan-Aryan-Organisation, die für einen weltweiten Zusammenschluss der Skinhead-Bewegung wirbt.
Lynch organisierte mehrere Skinhead-Großdemonstrationen und unterstützte die inhaftierten Terroristen von The Order. Er knüpfte außerdem Kontakte zur National Alliance und weiteren rechtsextremen Gruppierungen. An der Gründung einer internationalen Skinhead-Organisation namens Troops of Tomorrow und eine Gefangenen-Organisation namens Prison Skins war er beteiligt.
Am 2. März 2011 wurde er von einem unbekannten Täter in seinem Haus in Citrus Heights durch einen Schuss in den Kopf getötet. Seine 33-jährige, schwangere Freundin wurde dabei angeschossen.